# Volcán Tlaloc
Volcán Tlaloc är en vulkan i Mexiko.   Den ligger i delstaten Distrito Federal, i den sydöstra delen av landet, 40 km söder om huvudstaden Mexico City. Toppen på Volcán Tlaloc är 3 682 meter över havet.
Terrängen runt Volcán Tlaloc är kuperad åt nordväst, men åt sydost är den bergig. Volcán Tlaloc är den högsta punkten i trakten. Runt Volcán Tlaloc är det ganska tätbefolkat, med 230 invånare per kvadratkilometer. Närmaste större samhälle är Xochimilco, 18,1 km norr om Volcán Tlaloc. I omgivningarna runt Volcán Tlaloc växer i huvudsak blandskog.